# Víkingur Reykjavík
Knattspyrnufélagið Víkingur je islandský fotbalový klub z Reykjavíku. Založen byl roku 1908. Sedmkrát se stal islandským mistrem (1920, 1924, 1981, 1982, 1991, 2021, 2023), vyhrál islandský fotbalový pohár (1971, 2019, 2021, 2022, 2023). V evropských pohárech startoval čtyřikrát. V Poháru vítězů pohárů 1972/73 vypadl v 1. kole s Legií Varšava. Tři mistrovské tituly znamenaly tři starty v Poháru mistrů evropských zemí, vždy však Víkingur ztroskotal již na úvodním soupeři, v sezóně 1982/83 na Realu Sociedad San Sebastian, o rok později na maďarském mistru Raba ETO Györ a v sezóně 1992/93 na PFK CSKA Moskva.